# یواس‌اس سیگورنی (دی‌دی-۶۴۳)
یواس‌اس سیگورنی (دی‌دی-۶۴۳) (به انگلیسی: USS Sigourney (DD-643)) یک کشتی بود که طول آن ۱۱۴٫۷ متر (۳۷۶ فوت) بود. این کشتی در سال ۱۹۴۳ ساخته شد.